# Gharján
Gharján (arabsky غريان‎) je město v Libyi. Leží v nadmořské výšce 693 metrů devadesát kilometrů na jih od libyjského hlavního města Tripolisu. Má zhruba 150 000 obyvatel, přičemž většina z nich jsou Berbeři.